# داريل ودارد
داريل ودارد (بالإنجليزية: Darrell Woodard)‏ هو لاعب كرة قاعدة أمريكي، ولد في 10 ديسمبر 1956.

## وصلات خارجية
- داريل ودارد على موقعبيزبول رفرنس.كوم (الدوري الرئيسي) (الإنجليزية)
- داريل ودارد على موقعبيزبول رفرنس.كوم (الدوري الثانوي) (الإنجليزية)